# یواس‌اس اشویل (اس‌اس‌ان-۷۵۸)
یواس‌اس اشویل (اس‌اس‌ان-۷۵۸) (به انگلیسی: USS Asheville (SSN-758)) یک زیردریایی است که طول آن ۳۶۲ فوت (۱۱۰ متر) می‌باشد. این زیردریایی در سال ۱۹۹۰ ساخته شد.